# 315 a.C.

## Eventos
- Continua a Segunda Guerra Samnita.
- Lúcio Papírio Cursor e Quinto Publílio Filão, ambos pela quarta vez, cônsules romanos.[1][2]
- Quinto Fábio Máximo Ruliano foi nomeado ditador em Roma e escolheu Quinto Áulio Cerretano como seu mestre da cavalaria.